# Thierry Meyssan
Thierry Meyssan, nascido em 18 de maio de 1957 é um jornalista e ativista político francês.
Notabilizou-se por suas investigações sobre grupos de extrema-direita, especificamente sobre milícias organizadas pela Frente Nacional em seu país, além de denúncias envolvendo a Igreja Católica e a Opus Dei.
Seu livro 11 de Setembro de 2001 - A terrível impostura  (L'Effroyable imposture) desafia a versão oficial dos atentados terroristas de 11 de Setembro de 2001 e causou grande polêmica.

## Carreira
Em 1994, Meyssan  tornou-se parte do comitê do Partido Radical de Esquerda, uma organização política de centro-esquerda francesa, participando então das campanhas de Bernard Tapie nas eleições européias de 1994 e de Christiane Taubira nas eleições presidenciais de 2002.
Nessa época fundou também a Rede Voltaire e o Projeto Ornicar, associações que visam promover a liberdade de expressão e de pensamento no mundo.
Entre 1999 e 2002, Meyssan substituiu Emma Bonino na liderança da Coordenação Radical Anti-proibicionista, uma organização internacional voltada para a descriminalização das drogas.
Em novembro de 2005, assumiu a presidência do colóquio anual do Axis for Peace, que reuniu 130 participantes de 37 países com a intenção de discutir a situação internacional e mobilizar pessoas a favor do direito internacional e da paz mundial contra as tendências neoconservadoras.
Atualmente reside em Damasco, na Síria. É jornalista do semanário russo Odnako (Однако). 
Nos últimos anos, tem participado das discussões acerca da Primavera Árabe e a tensão que envolve os países do Oriente Médio , especialmente no tocante aos confrontos na Líbia e na Síria.

## Publicações
- La Protection des homosexuels dans le droit européen de Collectif, Projet Ornicar éd. (Paris), 1993, ISBN 2-910209-00-8.
- L'Intégration des transsexuels de Collectif, Projet Ornicar éd. (Paris), 1993, ISBN 2-910209-01-6.
- Charles Millon, le porte-glaive de Collectif, Golias (Lyon), 1999, ISBN 2-911453-39-5.
- L'Énigme Pasqua, Golias (Lyon), 2000, ISBN 2-911453-88-3.
- Terrorisme en soutane : Jean-Paul II contre l'IVG par le Réseau Voltaire pour la liberté d'expression, L'Esprit frappeur (Paris), 2000, ISBN 2-84405-141-3.
- 11 de Setembro, 2001 A terrível impostura. Nenhum Avião Caíu Sobre o Pentágono!, Frenesi (Lisboa), 2002, ISBN 9728351623.
- O Pentagate, Frenesi (Lisboa), 2002, ISBN 1-59209-028-1.
- Os Senhores da Guerra, Frenesi (Lisboa), 2002, ISBN 972835164X.
- Foreword (with Jean Ziegler), Le Cartel Bush, Timéli (Genève), 2004, ISBN 2-940342-05-9.
- Politicamente Incorrecto, prefácio de Fidel Castro, Ciencias sociales (Cuba), 2004, ISBN 959-06-0640-7.
- Posfácio (with José Saramago), El Neron del siglo XXI, Apostrofe (Madrid), 2004, ISBN 84-455-0258-1.
- L'Effroyable imposture 1 & Le Pentagate, Nouvelle édition annotée, Demi-lune (Paris), 2007, ISBN 978-2-9525571-6-0.
- Resistere alla menzogna em Zero, Perché la versione ufficiale sull'11/9 è un falso (avec Giulietto Chiesa), Piemme (Milan), 2007, ISBN 978-88-384-6838-4.
- L'Effroyable imposture 2. Manipulations et désinformation, Editions Alphée-Jean-Paul Bertrand (Paris), 2007, ISBN 978-2-7538-0239-1.